# 棕刀翅蜂鸟
棕刀翅蜂鸟（学名：Pampa rufa），是雨燕目蜂鸟科的一种鸟类。
棕刀翅蜂鸟体重约7.1克，翼长约71毫米，嘴峰长约29毫米，喙宽度约2.5毫米，喙厚度约2.7毫米，跗蹠长约6.5毫米，尾长约47.8毫米。棕刀翅蜂鸟在其分布区内为留鸟，其栖息在密集的高大树木组成的森林中，食性为草食性，主要食物来源是植物的花蜜。
棕刀翅蜂鸟分布于墨西哥南部瓦哈卡州和恰帕斯州至萨尔瓦多。该物种是单型物种，没有亚种分化。